# Köttpirog

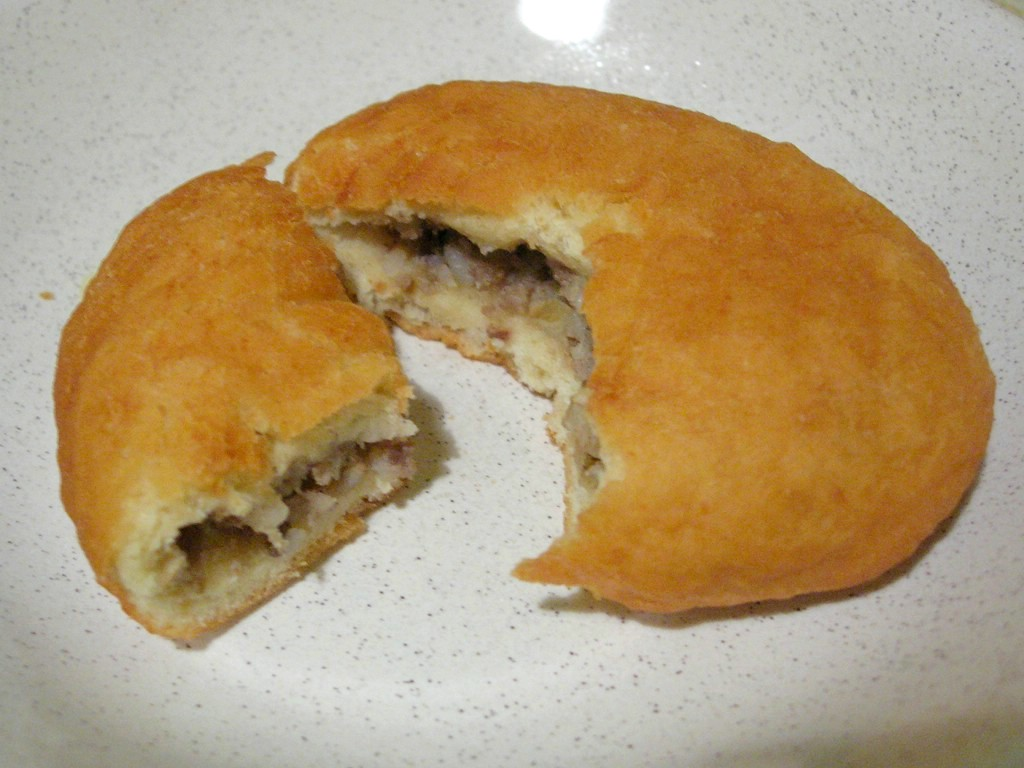
En köttpirog i Finland.

Köttpirog (fi. lihapiirakka) är en pirog med köttfyllning.
I Finland är det en klassisk maträtt. Den består i all enkelhet av inbakat ris och köttfärs. Den äts som snabbmat och serveras uppskuren med kokt korv och tillbehör. De vanligaste tillbehören är gurkmix, senap och ketchup. Andra exempel på tillbehör är rå eller rostad lök och jalapeño.
I Sverige brukar köttpiroger vara halvcirkelformade och kan fyllas med gul lök, tärnade köttbitar, svamp, inlagd gurka och gräddfil. I brist på kött kan man använda mer svamp, kokt skinka eller korv. Den kan serveras med sallad eller som tillbehör till buljong.